# ちっちゃいエイリアン
『ちっちゃいエイリアン』は、2001年2月27日に株式会社クリーチャーズから発売されたゲームボーイカラー専用ソフト。ただし赤外線通信機能を使用しているため、上位機種であるゲームボーイアドバンス等では本編を起動できない仕様になっている。このソフトは振動カートリッジであり、プラスチック製のスペクトラムコミュニケーターが同梱されている。ポケットプリンタ対応。ジャンルは「宇宙救済ゲーム」。ディレクターは田中宏和。
著作権表記は「(C)2001 Creatures Inc.」。

## 概要
このソフトはゲームボーイカラー本体の赤外線通信機能を使用しており、電灯やリモコン等から赤外線（要するに光）を受けると「ちっちゃいエイリアン」、略して「ちゃいリアン」を感知、捕まえることができる。捕まえたちゃいリアンにはスス（ダークマター）が付いており、これを集めてロケットで打ち上げ宇宙に返し、暗黒の宇宙を取り戻すことが目的となっている。
ちゃいリアンの中にはまれにフェロモンを持った「フェロモンやろう」がいる。使用するフェロモンの種類により捕まえることができるちゃいリアンは異なるため、新しいちゃいリアンを捕まえるためにはこのフェロモンを集める必要がある。
ススを払ったちゃいリアンは「ポラリトン」というパチンコ台のようなマシーンでコスモをアップすることができる。コスモをアップすると、ちゃいリアンとミニゲームで遊ぶことが出来るようになる。ただし、「デイドリーム・ちゃいリアン」と呼ばれる種類のちゃいリアンは「NO FUTURE」と画面に表示され、一緒に遊ぶことは出来ない。また、そのちゃいリアンが「めざめたノビール」を持っていた場合、それが成長しスーパーちゃいリアンとなる。
「宇宙研究ノート」には今まで捕まえたちゃいリアンやめざめたノビールの種類が記録される。このノートの完成も一つの目的となっている。ちゃいリアンのノートでは、ミニゲームを遊んだことがあればいつでも再度遊ぶことが出来るようになっている。また解説では故郷、賢さ、性格などのプロフィールを見ることができ、そのまま放置すると勝手に喋りだす。
ちゃいリアンは、赤外線通信機能により交換することもできる。画面に表示されるブタの鼻の穴にちゃいリアンを飛ばして入れると交換できるが、このとき同じ鼻の穴に入れるとちゃいリアンがぶつかって身体のパーツが混ざり、新しいちゃいリアンに変化してしまう。

## 主なキャラクター
アオチャン
このゲームの案内役をつとめる。
サラバ
このゲームの案内役をアオチャンと一緒につとめる。
エロイッチ
名前が不適当ということか、現在ではロイッチと改名されている。公式サイトではコーナーを持っていた。
キラコ
このちゃいリアンとの遊びは、ポケットプリンタに念写を出力するというもの。
ドルフィン
ニンテンドー ゲームキューブのような外見をしている。
アドバン
ゲームボーイアドバンスのような外見をしている。
ラブタ
ある条件を満たすと手に入れることが出来る「たからもの」。ラブテスターのような外見をしている。
ブタ
ちゃいリアンではないが、ゲーム中様々なところで登場する。「ハナちゃん」「タロちゃん」など

## スペクトラムコミュニケーター
赤外線ポート付近に取り付けることが出来る。交換するときに、赤外線ポート同士を向き合わせるのには便利な形になっているが、外の光から赤外線を捕らえやすくする効果などは無いようで、雰囲気を出すための周辺機器といえる。